# 坎貝爾·史考特
坎貝爾·史考特（Campbell Scott，1961年7月19日—）是美國的一位演員、導演、製作人和配音演員。他最著名的作品包括在慾海醫心中飾演Boris Kuester von Jurgens-Ratenicz，在法網裂痕中飾演，以及在蜘蛛人系列電影中飾演Richard Parker。他的父親也是一名演員。

## 外部連結
- 坎貝爾·史考特在互联网电影资料库（IMDb）上的資料（英文）
- 互聯網百老匯資料庫（IBDB）上坎貝爾·史考特的資料（英文）
- 互联网外百老汇数据库（IOBDB）上坎貝爾·史考特的資料（英文）